# Teatre Serrano (Gandia)
El teatre Serrano està situat al passeig de les Germanies número 29 de Gandia (la Safor), País Valencià.

## Edifici
És el teatre de major aforament de la ciutat de Gandia. El teatre va ser construït al mateix solar que ocupava l'antic Teatre Circ de Gandia, que va ser construït a principis del segle xx. El 1913 va passar a denominar-se Teatre Serrano, en honor del músic valencià Josep Serrano, autor de l'himne valencià.
D'estil modernista valencià tardà, destaquen en la façana les balconades en pedra amb decoració de tipus geomètric, els taulells i la rematada de la façana amb pinacles i baranes en forja de ferro amb ornamentació floral. Consta de planta baixa i una altura.
El 1995, el teatre va tancar i l'edifici va passar a ser propietat de l'Ajuntament de Gandia, que el va rehabilitar adaptant-lo a les necessitats escèniques del moment. Va ser reinaugurat el 27 de març de 2006. Actualment, la seua programació inclou espectacles de teatre, música, dansa i cinema.